# La Chapelle-Saint-Mesmin
La Chapelle-Saint-Mesmin ist eine französische Gemeinde mit 10.492 Einwohnern (Stand: 1. Januar 2022) im Département Loiret in der Region Centre-Val de Loire. Die Gemeinde gehört zum Arrondissement Orléans und zum Kanton Saint-Jean-de-la-Ruelle. Die Einwohner heißen Chapellois.

## Geografie
La Chapelle-Saint-Mesmin liegt im Loire am nördlichen Ufer des Flusses. Umgeben wird der Ort von den Nachbargemeinden Ingré im Norden, Saint-Jean-de-la-Ruelle im Nordosten und Osten, Saint-Pryvé-Saint-Mesmin im Süden und Osten sowie Chaingy im Westen.

## Geschichte
Archäologen konnten prähistorische Funde aus der Zeit um 15.000 v. Chr. freilegen.
Die 1988 erfolgten Arbeiten zur Kellererweiterung im Weiler Neuf-Arpents brachten eine Doppelbestattung aus der Jungsteinzeit ans Licht: „La Dame de Monteloup“, ist eine Frau in den Zwanzigern, die ein Kind von achtzehn Monaten hält. Der reiche Schmuck, der an ihrem Körper gefunden wurde, offenbart eine Ehrung oder einen Reichtum sowie die Existenz eines Bestattungsbrauchs.

## Bevölkerungsentwicklung
| Jahr                       | 1962 | 1968 | 1975 | 1982 | 1990 | 1999 | 2011 | 2018   |
| Einwohner                  | 3748 | 5143 | 6482 | 7801 | 8207 | 8967 | 9800 | 10.205 |
| Quellen: Cassini und INSEE |      |      |      |      |      |      |      |        |

## Sehenswürdigkeiten
- Kirche Saint-Mesmin aus dem 11. bzw. 12. Jahrhundert (der heilige Mesmin soll im 6. Jahrhundert hier einen Drachen besiegt haben)
- Château des Hauts
- Drachengrotte bei der Kirche
- Brücke der Autoroute A71 über die Loire

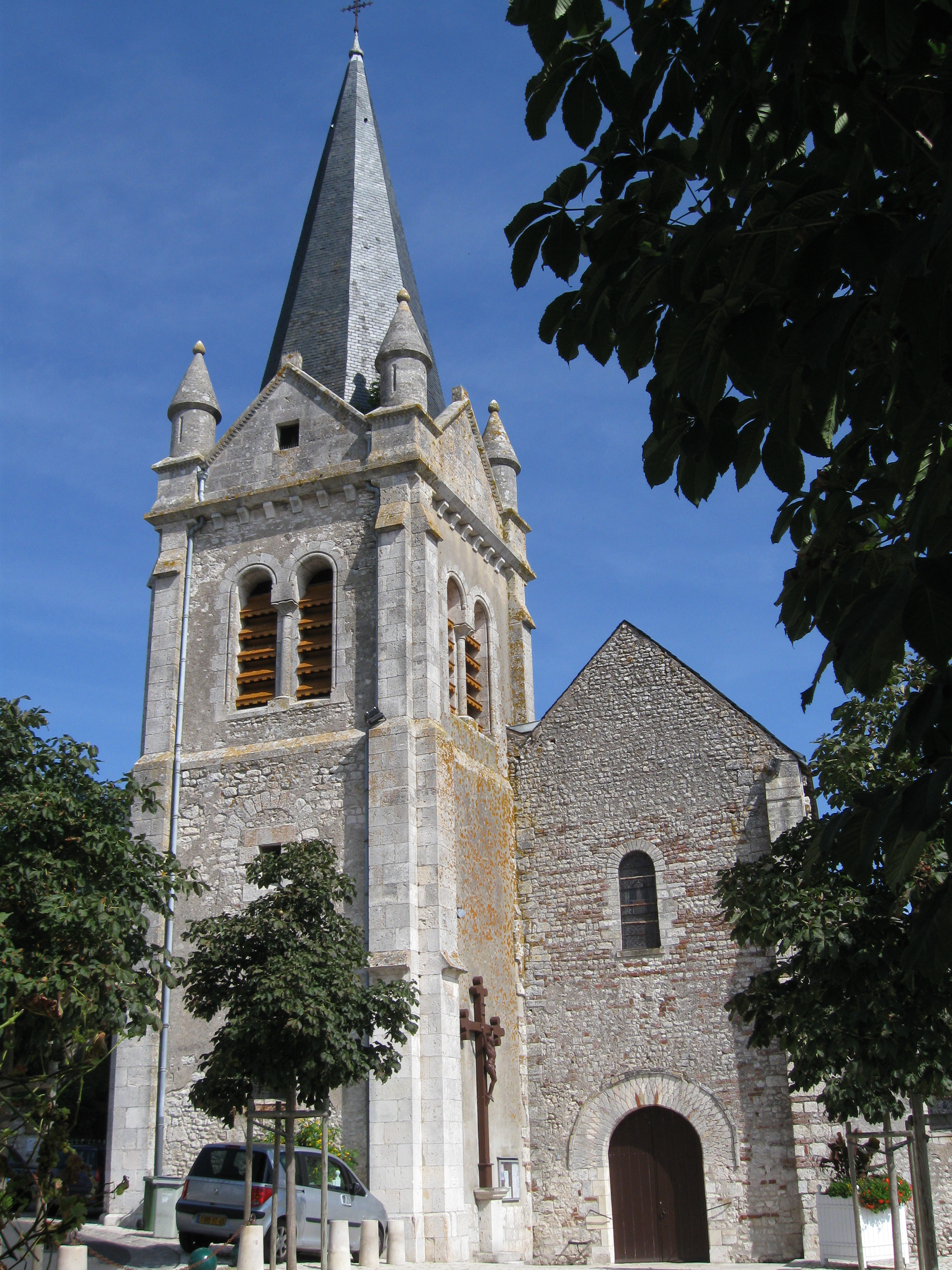
Kirche Saint-Mesmin

## Gemeindepartnerschaften
- Cavriglia, Provinz Arezzo (Toskana), Italien
- Newhaven, East Sussex (England), Vereinigtes Königreich, seit 2012

## Persönlichkeiten
- Mademoiselle Raucourt (1756–1815), Schauspielerin
- Paul Gauguin (1848–1903), Maler, lernte am Petit Séminaire von La Chapelle-Saint-Mesmin
- Bruno Bini (* 1954), Fußballspieler und -trainer